# Jonelle Filigno
Jonelle Filigno  (née le 24 septembre 1990 à Mississauga en Ontario) est une joueuse de football (de soccer) canadienne évoluant au poste d'attaquante. Elle est membre de l'Équipe du Canada de soccer féminin (47 sélections en date du 4 août 2012).

## Biographie
Filigno a 4 ans quand elle commence à jouer au soccer. Elle fait son apprentissage dans les clubs locaux du nord de la ville de Mississauga et avec le Toronto Lynx Soccer Club.

### Carrière en club
À l'école secondaire, elle participe à plusieurs sports : soccer, basketball, volleyball, course et cross-country. Elle remporte plusieurs championnats scolaires provinciaux dans ces différents sports.

#### NCAA
Depuis 2009, Filigno joue pour les Scarlet Knights  de l'Université Rutgers, équipe évoluant dans la première division NCAA. Lors de sa première saison universitaire, elle se blesse sérieusement au ligament croisé antérieur du genou et doit s'absenter des terrains le reste de la saison.

### Carrière en sélection nationale
Dès l'âge de 15 ans, Filigno fait partie des équipes nationales canadiennes des moins de 17 ans et des moins de 20 ans. En 2008, elle participe avec le Canada à la Coupe du monde féminine des moins de 20 ans tenue en Allemagne. Ses statistiques de carrière chez les U-20 sont de 9 buts en 42 matchs (dont 7 buts marqués dans ses 20 derniers matchs chez les moins de 20 ans). Elle est nommée par deux fois joueuse canadienne U-20 de l’année par l'association canadienne de soccer.
En janvier 2008, à l'âge de 17 ans, Filigno fait ses débuts avec l'équipe nationale senior du Canada lors de la Coupe des quatre nations qui se tient en Chine. Elle officie comme remplaçante lors des Jeux Olympiques de 2008. Elle fait alors la navette entre l’équipe senior canadienne et l'équipe canadienne des moins de 20 ans, avant de s'imposer comme titulaire au sein de l’équipe senior en 2010.
Lors du Championnat féminin de la CONCACAF 2010, elle marque 4 buts permettant au Canada de battre les États-Unis et le Mexique, et permettant ainsi au Canada de se qualifier pour la Coupe du monde féminine de 2011.
Elle participe avec l'équipe du Canada à la Coupe du monde de football féminin de 2011. Filigno est également de l'effectif canadien lors des qualifications pré-olympiques de la Concacaf et lors des Jeux olympiques de 2012. En quart de finale des Jeux Olympiques, le 3 août 2012, elle marque le but gagnant permettant aux canadiennes d'éliminer les anglaises 2-0 et de passer au stade des demi-finales.
Elle est de nouveau sélectionnée pour la Coupe du monde de 2015 et participe à trois des cinq matchs du Canada, dont deux comme titulaire.

## Palmarès

### En équipe nationale
- Médaille d'or aux Jeux panaméricains 2011
- Médaille d'or lors du Championnat féminin de la CONCACAF 2010